# 싸이렌스
《싸이렌스》(Code Of Silence)는 미국에서 제작된 앤드루 데이비스 감독의 1985년 액션, 범죄, 드라마, 스릴러 영화이다. 척 노리스 등이 주연으로 출연하였고 레이몬드 와그너 등이 제작에 참여하였다. 이 영화는 1985년 5월 3일 미국에서 개봉되었다.

## 출연

### 주연
- 척 노리스
- 헨리 실바

### 조연
- 버트 렘슨
- 마이크 제노브즈
- 나단 데이비스
- 랄프 푸디
- 엘렌 해밀턴
- 조 구잘도
- 몰리 하건
- 론 딘
- 데니스 파리나
- 진 바지
- 미구엘 니노
- 조셉 F. 코살라
- 니디아 로드리게즈 테라시나
- 존 마호니
- 데니스 코크럼
- 제이드 파리드
- 알렉스 스티븐스
- 레스 포드웰
- 게리 파이크
- 로버트 민코프

## 기타
- 미술: 마서 아매드
- 세트: 카렌 오하라
- 분장부문: 마이크 바카렐라
- 배역: 난 샤보노
- 배역: 리처드 S. 코르도스
- 프로덕션매니저: 존 G. 윌슨